# Hôtel de ville de Roulers
L'hôtel de ville de Roulers est un édifice civil situé dans la ville belge de Roulers.

## Façade
L'hôtel de ville peut être divisé en deux parties : la partie ancienne et la nouvelle aile. La partie la plus ancienne a été construite en trois ans, entre 1769 et 1771, dans le style Louis XV. C'est un style baroque (plutôt rococo) et par conséquent l'hôtel de ville se caractérise par sa légèreté, son enjouement et son asymétrie. Déjà à cette époque, Roulers faisait partie de la seigneurie de Wijnendale. C'est pourquoi en haut de la façade se trouvent les armoiries de Charles-Théodore de Bavière, qui en était le seigneur à l'époque. Une aile plus moderne a été ajoutée en 1924. Dans cette partie, on trouve la tour du beffroi qui, à côté de l'église Saint-Michel (nl), fait partie de la ligne d'horizon de Roulers.

## Intérieur
L'entrée rénovée, sur le côté gauche du bâtiment, mène aux espaces publics où se trouvent les services administratifs. Dans les salles non accessibles au public sont conservées toutes sortes d'œuvres d'art. Les portraits de tous les bourgmestres de Roulers de 1830 à nos jours sont accrochés dans la salle des échevins. La salle du conseil, qui est encore entièrement meublée dans le style Louis XV, présente des peintures de divers personnages historiques liés à l'histoire de Roulers. Enfin, dans la salle de conférence, un tableau représente le plan de la ville au xviie siècle.

## Patrimoine universel
Le beffroi, avec 55 autres beffrois en Belgique et en France, est reconnu au patrimoine mondial de l'UNESCO depuis 1999. L'UNESCO a inscrit les beffrois sur sa liste parce qu'ils étaient « typiques de la puissance médiévale des villes flamandes ». Le beffroi de Roulers, cependant, date de 1924, mais a été conservé, non pas tant à cause du bâtiment lui-même, mais en raison de la « valeur symbolique » de la présence d'un beffroi.